# Taisho Baseball Girls
Taisho Baseball Girls (яп. 大正野球娘。 тайсё: якю: мусумэ, досл.: «Бейсболистки эпохи Тайсё») — японское ранобэ, автором которого является Ацуси Кагурадзака, а художником — Сададзи Коикэ. По мотивам ранобэ были выпущены манга, Drama CD и визуальная новелла. С июля по сентябрь 2009 года по телевидению Японии транслировался аниме-сериал.

## Сюжет
Идёт 14 год эры Тайсё (1925 год). В Японии получают всё большее распространение некоторые западные новшества. Например, набирает популярность игра в бейсбол, школьницы уже начали носить матроски. Но в целом общество по-прежнему остаётся достаточно патриархальным. Для девочек считается неприличным даже быстро бегать, не говоря уже о спортивных играх. Одной из школьниц, Огасаваре Акико, это очень не нравится, и она, заручившись поддержкой подруги, Судзукавы Коумэ, решает создать бейсбольную команду и сразиться с командой мальчиков. Но для бейсбольной команды нужно собрать 9 человек. А ещё нужна соответствующая экипировка. А ещё нужно знать правила, а Акико, как выясняется, до этого вообще ни разу бейсбол не видела. Иначе говоря, им приходится начинать практически с нуля…

## Персонажи
Главные героини — члены женской бейсбольной команды Оука-кай. Большинство девушек из 1-2 класса, а тренер команды является их классным руководителем. Drama CD и аниме озвучивали разные актёры.

### Главные герои
Коумэ Судзукава (яп. 鈴川 小梅 Судзукава Коумэ) — как и остальные члены команды, учится в школе для девочек Тохо Сэйка (東邦星華高等女学院). Её родители держат небольшой ресторанчик в западном стиле. По характеру человек открытый и отзывчивый, ей трудно сказать «нет», поэтому порой попадает в сложные ситуации. В частности, именно так Акико получила её согласие на создание бейсбольной команды.
Сэйю: Канаэ Ито (аниме), Микако Такахаси (Drama CD)
Акико Огасавара (яп. 小笠原 晶子 Огасавара Акико) — дочь богатых коммерсантов, по поведению и речи — типичная «о-дзё:-сама». Однако, под влиянием родителей, приобрела достаточно либеральные взгляды. В частности, когда на одном из светских приёмов в их семье один знакомый (игрок в бейсбол) сказал, что дело женщин — лишь заниматься семьёй, она, желая доказать, что это не так, решила создать бейсбольную команду.
Сэйю: Май Накахара (аниме), Мария Ямамото (Drama CD)
Юки Соя (яп. 宗谷 雪 Со:я Юки) — староста класса. Имеет спокойный и мягкий характером. Обладает определёнными знаниями относительно бейсбола. Её родители — владельцы магазина тканей.
Сэйю: Мамико Ното (аниме), Асами Имай (Drama CD)
Тамаки Исигаки (яп. 石垣 環 Исигаки Тамаки) — её отец — писатель, а мать — журналист; сама она также стремится стать писателем. Поскольку родители обычно сильно заняты на работе, с хозяйством управляется сама. По характеру человек скромный и застенчивый, обычно держится вдали от одноклассников. Открывается лишь своей подруге детства, Юки. Речь её носит несколько мужской характер, поэтому производит впечатление человека прямого и грубоватого, но по отношению к близким людям может быть весьма заботливой. Человек трудолюбивый, то, что делает, стремится доводить до совершенства.
Сэйю: Рё Хирохаси (аниме), Масуми Асано (Drama CD)
Ноэ Кавасима (яп. 川島 乃枝 Кавасима Ноэ) — её родители — инженеры, и сама она по характеру человек трезвый и реалистичный. Предпочитает сначала обдумать, потом действовать. Носит очки.
Сэйю: Кана Уэда (аниме), Каору Мидзухара (Drama CD)
Томоэ Цукубаэ (яп. 月映 巴 Цукубаэ Томоэ) — обладает отличной реакцией, хорошо сведуща в боевых искусствах, особенно хорошо владеет мечом. Высокая и красивая, поэтому вызывает восхищение у многих младшеклассниц. Отец воспитал её в несколько мужском стиле, поэтому внешне она холодная и строгая, внутри же скорее озорная. Среди прочих членов команды она наиболее независимая. Также отличается любопытством, поэтому записана в газетный кружок, однако участвует в его работе скорее номинально. Неравнодушна к красивым девочкам, в частности, к Коумэ.
Сэйю: Юко Кайда (аниме), Ая Эндо (Drama CD)
Сидзука Цукубаэ (яп. 月映 静 Цукубаэ Сидзука) — младшая сестра Томоэ. Тоже является членом газетного кружка, при этом относится к этому занятию довольно серьёзно. Хотя и младшая сестра, но постоянно старается контролировать Томоэ, делая ей замечания. Также обладает хорошей реакцией, хотя проявляет её сравнительно редко.
Сэйю: Эри Китамура (аниме), Хироми Конно (Drama CD)
Анна Картланд (яп. アンナ・カートランド Анна Ка:торандо) — американка, преподающая в школе английский язык. Знает правила бейсбола, и потому согласилась быть в команде тренером.
Сэйю: Сатоми Араи (аниме), Тиаки Такахаси (Drama CD)
Кёко Сакурами (яп. 桜見 鏡子 Сакурами Кё:ко) — седьмой-восьмой член. Она очень влюблена в Томоэ, и когда Томоэ попросил ее присоединиться — она согласилась, не задумываясь.
Сэйю: Юи Макино (аниме)
Котё Кикусака (яп. 菊坂 胡蝶 Кикусака Котё:) —
Сэйю: Саори Гото (аниме)

## Медиа

### Ранобэ
Ацуси Кагурадзака совместно с иллюстратором Сададзи Коикэ запустили ранобэ в журнале Tokuma Novels Edge от издательства Tokuma Shoten 17 апреля 2007 года.
| № | Дата публикации | ISBN                   |
| - | --------------- | ---------------------- |
| 1 | 17 апреля 2007  | ISBN 978-4-19-850742-8 |
| 2 | 20 августа 2008 | ISBN 978-4-19-850753-4 |
| 3 | Июль 2009       | ISBN 978-4-19-850831-9 |
| 4 | 17 июня 2010    | ISBN 978-4-19-850866-1 |

### Манга
Публикация манги с иллюстрациями Симпей Ито началась в сентябрьском выпуске Monthly Comic Ryū с 2008 года.

### Аниме
Аниме-сериал был создан на студиях J.C. Staff и Bee Train, под руководством режиссёра Такаси Икэхата, по сценарию Нобухико Амагава, Масахико Сираиси, Ацуси Кагурадзака. Все музыкальные партии написали Такаюки Хаттори, Такуя Ватанабэ. За дизайн персонажей отвечал художник Канэтоси Камимото, а художником-постановщиком был Хёдо Масару . Премьера сериала в Японии состоялась с июля по сентябрь 2009 года на телеканалах TBS, BS-TBS, CNB, MBS.

## Примечание
1. ↑  Section23 Films Announces November Slate. Anime News Network (17 августа 2010). Дата обращения: 4 июня 2020. Архивировано 14 августа 2020 года.
2. 1 2 3 4  Taishō Yakyū Musume Baseball Anime Confirmed. Anime News Network (19 августа 2008). Дата обращения: 9 ноября 2008. Архивировано 1 декабря 2008 года.
3. 1 2  人気ノベル『大正野球娘。』TVアニメ化決定! (Ninki noberu "Taishō Yakyū Musume" terebi animeka kettei! (неопр.). Hive, Inc. (26 августа 2008). Дата обращения: 1 июня 2016. Архивировано 10 января 2017 года.
4. 1 2  Animage Editorial Staff (October 2008). Shall We Not Play Baseball? (яп. 一緒に野球をしませんこと? Issho ni Yakyū wo Shimasen Koto?). Animage (яп.). 364. Tokyo, Japan: Tokuma Shoten: 64–65.